# 李文珊 (羽毛球運動員)
李文珊（英語：Michelle Li Man-shan，1991年11月3日—），現役加拿大羽毛球女子單打運動員，是加拿大史上世界排名最佳的羽毛球女運動員。出生於香港，在6歲時隨同家人從香港移民到加拿大，現居於安大略省萬錦市，就讀於多倫多大學。

## 簡歷
李文珊在11歲時接觸羽毛球，父母其後發現她對此項運動很有天分，便把她送到多倫多一家私立羽毛球俱樂部，跟隨來自香港的職業羽毛球教練李瑤瑤接受專業的訓練。一年後，13歲的她已在安大略省的羽毛球比賽獲得同齡組冠軍；次年，她又在全國羽毛球比賽16歲以下年齡組的比賽中贏得冠軍。
2008年，17歲的李文珊贏得了加拿大U19的女子單打冠軍；同年，她開始參加職業公開賽，並在美國羽毛球公開賽打進四強。次年，她又奪得秘魯羽毛球公開賽亞軍。
2012年，李文珊代表加拿大出戰英國倫敦舉行的奥林匹克运动会羽毛球比賽女子單打及女子雙打項目。女單比賽中，李文珊在小組賽階段以0比2（8-21、16-21）負於世界排名第一、中國的王仪涵出局。在女雙比賽中，李文珊與隊友亚历山德拉·布鲁斯在小組賽階段本來三戰全負，以小組榜末姿態出局。然而，同組已出線的中國和韓國選手因涉嫌消極比賽而被取消參賽資格，李文珊和布鲁斯因而獲晉級，在半準決賽中擊敗澳洲的周玉蓮和雷努加·韋蘭，但在準決賽和銅牌賽中均告落敗。此外，李文珊在是次女子雙打比賽取得殿軍也是加拿大至今在奥林匹克運動會羽球項目的最佳成績。
2016年，李文珊代表加拿大再度出戰巴西里約熱內盧舉行的奥林匹克運動會羽毛球比賽女子單打項目，但於小組賽階段以1比2 (21-19、15-21、17-21) 負於印度一姐普萨拉·文卡塔·辛杜出局。
2021年，李文珊以賽會9號種子身分代表加拿大第三度出戰日本東京舉行的奥林匹克運動會羽毛球比賽女子單打項目，並以小組第一名晉級十六強，但於十六強以0比2 (9-21、7-21)負於日本選手奥原希望，無緣爭牌。

### 国际赛事
2010年4月，李文珊出戰秘魯羽毛球國際賽，在决赛中以0比2（18-21、17-21）不敌日本的江淵愛美，赢得亚军。随后4月，她出戰加拿大羽毛球國際挑戰賽，在决赛中以1比2（21-15、12-21、21-23）不敌日本的岡ひとみ，赢得亚军。
2011年3月，李文珊与亚历山德拉·布鲁斯出戰羅馬尼亞羽毛球國際賽，在决赛中以2比0（21-15、21-14）击败了罗马尼亚的索尼亚·奥拉留/Florentina Petre，首次赢得了国际赛女双冠军。同期4月，她出戰秘魯羽毛球國際賽；在女单準决赛中以0比2（18-21、12-21）不敌美国的王敏力；而与亚历山德拉·布鲁斯的女双决赛中以2比1（11-21、21-15、21-8）击败了赛会2号种子、美国的王苑力/王敏力，赢得了第二个国际赛女双冠军。同样4月，她出戰荷蘭羽毛球國際賽，在决赛中以1比2（18-21、21-13、15-21）不敌赛会3号种子、苏格兰的苏珊·埃格尔斯达芙，赢得亚军。同年9月，她出戰巴西羽毛球國際賽，在决赛中以2比0（21-15、21-15）击败了日本的伊東可奈，首次赢得国际赛的女单冠军；而与亚历山德拉·布鲁斯的女双决赛中以0比2（14-21、17-21）不敌美国的李意恒/宝拉·琳·奥巴娜娜，赢得亚军。年尾12月，她出戰加拿大羽毛球國際挑戰賽，在女单决赛中以2比0（21-14、21-11）击败了赛会3号种子、比利时的谭莲妮，赢得第二个国际赛女单冠军；而与亚历山德拉·布鲁斯的女双决赛中以2比1（21-10、13-21、21-16）击败了赛会头号种子、队友的尼克尔·格蕾瑟/夏尔曼·丽德，赢得了双冠王的两项冠军。
2012年3月，李文珊出戰芬蘭羽毛球公開賽，在女单决赛中以0比2（20-22、19-21）不敌赛会2号种子、荷兰的姚洁，赢得亚军；而与亚历山德拉·布鲁斯的女双决赛中以2比1（21-19、12-21、21-16）力克马来西亚的鄒美君/李明艷，赢得冠军。同年4月，她出戰秘魯羽毛球國際賽，在决赛中以2比1（23-21、21-14、21-15）力克赛会头号种子、日本的後藤愛，赢得冠军；而与亚历山德拉·布鲁斯的女双决赛中以2比0(21-18、21-18）击败了队友的尼克尔·格蕾瑟/夏尔曼·丽德，赢得冠军。同期4月，她出戰大溪地羽毛球國際挑戰賽 ，在女单决赛中以2比0（21-8、21-13）击败了赛会2号种子、队友的尼克尔·格蕾瑟，赢得冠军 ；而与亚历山德拉·布鲁斯的女双决赛中以0比2（13-21、12-21）不敌赛会2号种子、美国的李意恒/宝拉·琳·奥巴娜娜，赢得亚军。随后7月，她出戰加拿大羽毛球大獎賽，在女单準决赛中以0比2（18-21、19-21）不敌日本的高橋沙也加，这也是她首次打进大奖赛的四强佳绩。
2013年4月，李文珊出戰秘魯羽毛球國際賽 ，在女单準决赛中以1比2（17-21、21-18、19-21）不敌赛会4号种子、队友的蔡宛廷;而与高博的女双决赛中以2比0（21-15、21-18）击败了赛会2号种子、队友的高福頤/蔡宛廷，赢得冠军。同年6月，她出戰馬爾代夫羽毛球國際挑戰賽，在决赛中以2比0（21-8、21-13）轻取印尼的哈娜·拉曼迪尼，赢得冠军。同年6月，她出戰加拿大羽毛球國際挑戰賽，在决赛中以2比0（21-14、21-19）拿下赛会2号种子、队友的蔡宛廷，赢得冠军。随后10月，她出戰巴西羽毛球國際賽，在女单决赛中以2比1（16-21、21-15、21-8）力克巴西的洛海尼·维森特，赢得冠军；而混双方面，与海外选手、中華台北的楊智勛首次合作中在决赛中以0比2（13-21、19-21）不敌赛会头号种子、美国的周菲利浦/杰米·苏班迪，赢得亚军。同年11月，她出戰美國羽毛球國際賽，在女单準决赛中以1比2（18-21、21-11、15-21）不敌美国的张蓓雯；而与吳駿義的混双中以0比2（16-21、15-21）不敌美国的何學林/洪静宇，赢得亚军。同期11月，她出戰澳門羽毛球黃金大獎賽，在决赛中以0比2（15-21、12-21）不敌赛会头号种子、印度的P·V·辛杜，赢得亚军。
2014年4月，李文珊出戰秘魯羽毛球國際賽，在女单决赛中以0比2（25-27、19-21）不敌赛会2号种子、美国的张蓓雯，赢得亚军； 而与吳楷義的混双中以0比2（16-21、18-21）不敌赛会8号种子、美国的 Christian Yahya Christianto/李意恒，赢得亚军。同年6月，她出戰加拿大羽毛球大獎賽，在决赛中以2比0（21-16、23-21）击败了中華台北的白馭珀，首次赢得大奖赛的女单冠军。随后7月，她代表加拿大参加苏格兰格拉斯哥举办的英聯邦運動會羽毛球比賽的女单準決賽和决赛中，先後以2比0 ( 22-20、22-20）擊敗了赛会2号种子、印度的P·V·辛杜和以2比0（21-14、21-7）完胜了赛会3号种子、苏格兰的克里斯蒂·吉尔莫，首次夺得英联邦运动会的女子单打冠军。同年9月，她出戰比利時羽毛球國際賽，在决赛中以3比0（11-6、11-2、11-6）击败了赛会2号种子、德国的卡琳·施纳泽。同期9月，她出戰捷克羽毛球國際賽，在女单决赛中以2比0（21-14、21-17）击败了乌克兰的玛丽亚·乌利蒂娜，赢得冠军；而与雷切尔·洪德里克的女双决赛中以2比0（21-12、21-17）击败了俄罗斯的伊琳娜·克列布科/埃琳娜·科门德鲁夫斯卡亚，赢得冠军。
2015年6月，李文珊出戰加拿大羽毛球大獎賽，在决赛中以2比0（21-17、25-23）击败了日本的今別府香里，成功地卫冕女单冠军。随后7月，她出戰美國羽毛球黃金大獎賽，在女单準决赛中以0比2（18-21、12-21）不敌日本的川上紗惠奈。
2016年6月，李文珊出戰加拿大羽毛球大獎賽，在女单决赛中因对手选手退赛。因此，她不战而胜连续第三次赢得这项赛事的女单冠军，成为了有史以来第一位海外华裔选手夺得最多次数的女选手。
2017年4月，李文珊出戰秘魯羽毛球國際挑戰賽，在决赛中以2比0（21-10、21-10）击败了美国的迪沙·古普塔，赢得冠军。随后7月，她出戰美國羽毛球黃金大獎賽，在女单决赛中以0比2（11-21、19-21）不敌赛会3号种子、日本的大堀彩，赢得亚军。年尾10月，她出戰荷蘭羽毛球大獎賽，在女单决赛中以0比2（16-21、14-21）不敌赛会头号种子、美国的张蓓雯，赢得亚军。
2018年4月，李文珊第二次代表加拿大参加澳大利亚昆士蘭州黃金海岸举办的英聯邦運動會羽毛球比賽的女单準決賽中，以0比2（18-21、8-21）不敌赛会头号种子、印度的P·V·辛杜，同时没能成功卫冕；而季军战中以0比2（11-21、16-21）不敌赛会4号种子、苏格兰的克里斯蒂·吉尔莫，获得第四名。同年11月，她在澳門羽球公開賽决赛击败了中國的韓悅(23-25、21-17、21-15)，奪得公開賽冠軍。
2019年11月，李文珊再次在澳門羽球公開賽决赛击败了中國的韓悅(21-18、21-8)，連續兩年奪得澳門羽球公開賽冠軍。
2022年8月，李文珊第三次代表加拿大参加英格蘭伯明罕舉辦的英聯邦運動會羽毛球比賽。她在準決賽中以2比1(21-23、23-21、21-18)再度擊敗3號種子、蘇格蘭克里斯蒂·吉尔莫，卻在決賽不敵頭號種子、印度的老對手普萨拉·文卡塔·辛杜(15-21、13-21)，奪得銀牌，並成為唯一能在該運動會奪得兩屆獎牌的加拿大運動員。

### 2013年世錦賽
2013年8月，李文珊參加中國廣州舉行的世界羽毛球錦標賽，出戰女子單打項目，在首圈就以0比2（18-21、14-21）負於保加利亞的琳达·塞奇妮出局。

### 2014年世錦賽
2014年8月，李文珊參加丹麥哥本哈根舉行的世界羽毛球錦標賽，出戰女子單打項目。在首圈力克英格蘭選手後，她在第二圈以2比1反勝10號種子、泰國的蓬迪·布拉那巴硕晉級；但至第三圈面對8號種子、中華台北的戴資穎，就以0比2（16-21、11-21）落敗，16強止步。

### 2015年世錦賽
2015年8月，李文珊參加印尼雅加達舉行的世界羽毛球錦標賽，以12號種子身分出戰女子單打項目，故在首圈輪空。她在第二圈以2比1力克美國的荣博晉級；但至第三圈面對4號種子、中華台北的戴資穎，就以0比2（15-21、19-21）落敗，連續兩年被同一對手淘汰，再次16強止步。

### 2017年世錦賽
2017年8月，李文珊參加蘇格蘭格拉斯哥舉行的世界羽毛球錦標賽，出戰女子單打項目。她在首圈以2-1反勝保加利亞選手琳达·塞奇妮晉級，但在第二圈就以0比2（13-21、25-27）不敵14號種子、中國的陈晓欣出局。

### 2019年世錦賽
2019年8月，李文珊參加瑞士巴塞爾舉行的世界羽毛球錦標賽，以11號種子身分出戰女子單打項目，故在首圈輪空。她在第二圈以2比0 (21-19、21-4) 击败馬來西亞的謝抒芽晉級，但至第三圈面對4號種子、中國的陳雨菲落敗 (18-21、21-17、17-21)，第三次在世界羽球錦標賽16強止步。

### 2021年世錦賽
2021年12月，李文珊參加西班牙韋爾瓦舉行的世界羽毛球錦標賽，以10號種子身分出戰女子單打項目，故在首圈輪空。她在第二圈以2比0 (21-19、21-18)險勝丹麥的茱莉·達瓦爾·雅各布森晉級，但至第三圈敗於中國的韓悅 (19-21、19-21)，仍未能突破16強的關口。

### 2022年世錦賽
2022年8月，李文珊參加日本東京舉行的世界羽毛球錦標賽，以13號種子身分出戰女子單打項目，故在首圈輪空。她在第二圈以2比0(21-19、21-13)擊敗香港的葉姵延，其後在第三輪以2-1(25-23、16-21、21-13)戰勝大熱門泰國一姐拉差诺·因达农，可惜在半準決賽中以0比2(18-21、17-21)不敵奧運金牌得主陳雨菲。這也是她首次在世界羽毛球錦標賽晉級8強，並且是加拿大在1977年以後的世界羽毛球錦標賽再有運動員晉級至半準決賽。

## 主要比賽成績
只列出曾進入準決賽的國際賽事成績：
| 年份   | 賽事                         | 公開賽級別 | 項目     | 拍檔              | 成績   |
| ------ | ---------------------------- | ---------- | -------- | ----------------- | ------ |
| 2007年 | 泛美洲青年羽毛球錦標賽       | 其他       | 混合團體 | －                | 季軍   |
| 2008年 | 泛美洲羽毛球錦標賽           | 其他       | 混合團體 | －                | 冠軍   |
| 2008年 | 泛美洲羽毛球錦標賽           | 其他       | 混合雙打 | 廖顯邦            | 季軍   |
| 2009年 | 加拿大羽毛球國際挑戰賽       | 國際挑戰賽 | 女子雙打 | 亚历山德拉·布鲁斯 | 準決賽 |
| 2009年 | 加拿大羽毛球國際挑戰賽       | 國際挑戰賽 | 混合雙打 | 廖顯邦            | 準決賽 |
| 2009年 | 美國羽毛球大獎賽             | 大獎賽     | 女子單打 | －                | 準決賽 |
| 2010年 | 秘魯羽毛球國際賽             | 國際挑戰賽 | 女子單打 | －                | 亞軍   |
| 2010年 | 加拿大羽毛球國際挑戰賽       | 國際挑戰賽 | 女子單打 | －                | 亞軍   |
| 2010年 | 泛美洲羽毛球錦標賽           | 其他       | 混合團體 | －                | 冠軍   |
| 2010年 | 泛美洲羽毛球錦標賽           | 其他       | 女子單打 | －                | 亞軍   |
| 2010年 | 泛美洲羽毛球錦標賽           | 其他       | 女子雙打 | 亞歷山德拉·布魯斯 | 亞軍   |
| 2011年 | 羅馬尼亞羽毛球國際賽         | 國際系列賽 | 女子雙打 | 亚历山德拉·布鲁斯 | 冠軍   |
| 2011年 | 秘魯羽毛球國際賽             | 國際挑戰賽 | 女子單打 | －                | 準決賽 |
| 2011年 | 秘魯羽毛球國際賽             | 國際挑戰賽 | 女子雙打 | 亚历山德拉·布鲁斯 | 冠軍   |
| 2011年 | 荷蘭羽毛球國際賽             | 國際挑戰賽 | 女子單打 | －                | 亞軍   |
| 2011年 | 巴西羽毛球國際賽             | 國際挑戰賽 | 女子單打 | －                | 冠軍   |
| 2011年 | 巴西羽毛球國際賽             | 國際挑戰賽 | 女子雙打 | 亚历山德拉·布鲁斯 | 亞軍   |
| 2011年 | 泛美運動會羽毛球比賽         | 其他       | 女子單打 | －                | 金牌   |
| 2011年 | 泛美運動會羽毛球比賽         | 其他       | 女子雙打 | 亚历山德拉·布鲁斯 | 金牌   |
| 2011年 | 加拿大羽毛球國際挑戰賽       | 國際挑戰賽 | 女子單打 | －                | 冠軍   |
| 2011年 | 加拿大羽毛球國際挑戰賽       | 國際挑戰賽 | 女子雙打 | 亚历山德拉·布鲁斯 | 冠軍   |
| 2012年 | 芬蘭羽毛球公開賽             | 國際挑戰賽 | 女子單打 | －                | 亞軍   |
| 2012年 | 芬蘭羽毛球公開賽             | 國際挑戰賽 | 女子雙打 | 亚历山德拉·布鲁斯 | 冠軍   |
| 2012年 | 秘魯羽毛球國際賽             | 國際挑戰賽 | 女子單打 | －                | 冠軍   |
| 2012年 | 秘魯羽毛球國際賽             | 國際挑戰賽 | 女子雙打 | 亚历山德拉·布鲁斯 | 冠軍   |
| 2012年 | 大溪地羽毛球國際挑戰賽       | 國際挑戰賽 | 女子單打 | －                | 冠軍   |
| 2012年 | 大溪地羽毛球國際挑戰賽       | 國際挑戰賽 | 女子雙打 | 亚历山德拉·布鲁斯 | 亞軍   |
| 2012年 | 加拿大羽毛球大獎賽           | 大獎賽     | 女子單打 | －                | 準決賽 |
| 2012年 | 奧林匹克運動會羽毛球比賽     | 其他       | 女子雙打 | 亚历山德拉·布鲁斯 | 第四名 |
| 2013年 | 秘魯羽毛球國際賽             | 國際挑戰賽 | 女子單打 | －                | 準決賽 |
| 2013年 | 秘魯羽毛球國際賽             | 國際挑戰賽 | 女子雙打 | 高博              | 冠軍   |
| 2013年 | 馬爾代夫羽毛球國際挑戰賽     | 國際挑戰賽 | 女子單打 | －                | 冠軍   |
| 2013年 | 加拿大羽毛球國際挑戰賽       | 國際挑戰賽 | 女子單打 | －                | 冠軍   |
| 2013年 | 加拿大羽毛球大獎賽           | 大獎賽     | 女子雙打 | 高博              | 準決賽 |
| 2013年 | 巴西羽毛球國際賽             | 國際挑戰賽 | 女子單打 | －                | 冠軍   |
| 2013年 | 巴西羽毛球國際賽             | 國際挑戰賽 | 混合雙打 | 楊智勛            | 亞軍   |
| 2013年 | 泛美洲羽毛球錦標賽           | 其他       | 混合團體 | －                | 冠軍   |
| 2013年 | 泛美洲羽毛球錦標賽           | 其他       | 女子單打 | －                | 冠軍   |
| 2013年 | 泛美洲羽毛球錦標賽           | 其他       | 女子雙打 | 高博              | 季軍   |
| 2013年 | 美國羽毛球國際賽             | 國際挑戰賽 | 女子單打 | －                | 準決賽 |
| 2013年 | 美國羽毛球國際賽             | 國際挑戰賽 | 混合雙打 | 吳駿義            | 冠軍   |
| 2013年 | 澳門羽毛球黃金大獎賽         | 黃金大獎賽 | 女子單打 | －                | 亞軍   |
| 2014年 | 秘魯羽毛球國際賽             | 國際挑戰賽 | 女子單打 | －                | 亞軍   |
| 2014年 | 秘魯羽毛球國際賽             | 國際挑戰賽 | 混合雙打 | 吳楷義            | 亞軍   |
| 2014年 | 加拿大羽毛球大獎賽           | 大獎賽     | 女子單打 | －                | 冠軍   |
| 2014年 | 英聯邦運動會羽毛球比賽       | 其他       | 女子單打 | －                | 金牌   |
| 2014年 | 比利時羽毛球國際賽           | 國際挑戰賽 | 女子單打 | －                | 冠軍   |
| 2014年 | 捷克羽毛球國際賽             | 國際挑戰賽 | 女子單打 | －                | 冠軍   |
| 2014年 | 捷克羽毛球國際賽             | 國際挑戰賽 | 女子雙打 | 雷切尔·洪德里克   | 冠軍   |
| 2014年 | 泛美洲羽毛球錦標賽           | 其他       | 混合團體 | －                | 冠軍   |
| 2014年 | 泛美洲羽毛球錦標賽           | 其他       | 女子單打 | －                | 冠軍   |
| 2014年 | 碧特博格羽毛球黃金大獎賽     | 黃金大獎賽 | 女子單打 | －                | 準決賽 |
| 2015年 | 加拿大羽毛球大獎賽           | 大獎賽     | 女子單打 | －                | 冠軍   |
| 2015年 | 泛美運動會羽毛球比賽         | 其他       | 女子單打 | －                | 金牌   |
| 2015年 | 泛美運動會羽毛球比賽         | 其他       | 女子雙打 | 雷切尔·洪德里克   | 銅牌   |
| 2016年 | 加拿大羽毛球大獎賽           | 大獎賽     | 女子單打 | －                | 冠軍   |
| 2016年 | 美國羽毛球黃金大獎賽         | 黃金大獎賽 | 女子單打 | －                | 準決賽 |
| 2017年 | 秘魯羽毛球國際挑戰賽         | 國際挑戰賽 | 女子單打 | －                | 冠軍   |
| 2017年 | 美國羽毛球黃金大獎賽         | 黃金大獎賽 | 女子單打 | －                | 亞軍   |
| 2017年 | 荷蘭羽毛球大獎賽             | 大獎賽     | 女子單打 | －                | 亞軍   |
| 2018年 | 泛美洲羽毛球男女子團體錦標賽 | 其他       | 女子團體 | －                | 冠軍   |
| 2018年 | 英聯邦運動會羽毛球比賽       | 其他       | 女子單打 | －                | 第四名 |
| 2018年 | 泛美洲羽毛球錦標賽           | 其他       | 女子單打 | －                | 冠軍   |
| 2018年 | 美國羽毛球公開賽             | 超級300賽  | 女子單打 | －                | 準決賽 |
| 2018年 | 澳門羽毛球公開賽             | 超級300賽  | 女子單打 | －                | 冠軍   |
| 2019年 | 泛美洲羽毛球錦標賽           | 其他       | 女子單打 | －                | 冠軍   |
| 2019年 | 美國羽毛球公開賽             | 超級300賽  | 女子單打 | －                | 準決賽 |
| 2019年 | 日本羽毛球公開賽             | 超級750賽  | 女子單打 | －                | 準決賽 |
| 2019年 | 泛美運動會羽毛球比賽         | 其他       | 女子單打 | －                | 金牌   |
| 2019年 | 中華台北羽毛球公開賽         | 超級300賽  | 女子單打 | －                | 亞軍   |
| 2019年 | 韓國羽毛球公開賽             | 超級500賽  | 女子單打 | －                | 準決賽 |
| 2019年 | 澳門羽球公開賽               | 超級300賽  | 女子單打 | －                | 冠軍   |
| 2019年 | 中國福州羽毛球公開賽         | 超級750賽  | 女子單打 | －                | 準決賽 |
| 2020年 | 泛美洲羽毛球男女子團體錦標賽 | 其他       | 女子團體 | －                | 冠軍   |
| 2020年 | 丹麥羽毛球公開賽             | 超級750賽  | 女子單打 | －                | 準決賽 |
| 2021年 | 海洛羽毛球公開賽             | 超級500賽  | 女子單打 | －                | 準決賽 |
| 2022年 | 泛美洲羽毛球錦標賽           | 其他       | 女子單打 | －                | 冠軍   |
| 2022年 | 英聯邦運動會羽毛球比賽       | 其他       | 女子單打 | －                | 銀牌   |
| 2022年 | 加拿大羽球公開賽             | 超級100賽  | 女子單打 | －                | 冠軍   |
| 2022年 | 加拿大羽毛球國際挑戰賽       | 國際挑戰賽 | 女子單打 | －                | 冠軍   |
| 2023年 | 泛美洲羽毛球混合團體錦標賽   | 其他       | 混合團體 | －                | 冠軍   |
| 2023年 | 泛美洲羽毛球錦標賽           | 其他       | 女子單打 | －                | 冠軍   |
| 2024年 | 泛美洲羽毛球男女子團體錦標賽 | 其他       | 女子團體 | －                | 冠軍   |
| 2024年 | 德國羽毛球公開賽             | 超級300賽  | 女子單打 | －                | 準決賽 |
| 2024年 | 泛美洲羽毛球錦標賽           | 其他       | 女子單打 | －                | 亞軍   |
| 2024年 | 加拿大羽毛球國際挑戰賽       | 國際挑戰賽 | 女子單打 | －                | 亞軍   |
| 2025年 | 泛美洲羽毛球混合團體錦標賽   | 其他       | 混合團體 | －                | 冠軍   |
| 2025年 | 瑞士羽毛球公開賽             | 超級300賽  | 女子單打 | －                | 準決賽 |
| 2025年 | 泛美洲羽球錦標賽             | 其他       | 女子單打 | －                | 季軍   |
| 2025年 | 加拿大羽球公開賽             | 超級300賽  | 女子單打 | －                | 準決賽 |

| 2007-2017年 | 首要超級賽 | 超級賽 | 黃金大獎賽 | 大獎賽 | 國際挑戰賽 | 國際系列賽 | 未來系列賽 | 其他 |

| 2018-2026年 | 總決賽 | 超級1000賽 | 超級750賽 | 超級500賽 | 超級300賽 | 超級100賽 | 國際挑戰賽 | 國際系列賽 | 未來系列賽 | 其他 |

### 奧運會和世錦賽參賽紀錄
|          | 搭檔              | 2011 | 2012       | 2013 | 2014 | 2015 | 2016       | 2017 | 2018 | 2019 | 2020 | 2021 | 2022 | 2023 | 2024       |
| -------- | ----------------- | ---- | ---------- | ---- | ---- | ---- | ---------- | ---- | ---- | ---- | ---- | ---- | ---- | ---- | ---------- |
| 女子單打 | －                | 32強 | 小組第二名 | 48強 | 16強 | 16強 | 小組第二名 | 32強 | 32強 | 16強 | 16強 | 16強 | 8強  | 32強 | 小組第二名 |
|          |                   |      |            |      |      |      |            |      |      |      |      |      |      |      |            |
| 女子雙打 | 亚历山德拉·布鲁斯 | 48強 | 第四名     | －   | －   | －   | －         | －   | －   | －   | －   | －   | －   | －   | －         |

## 主要對賽紀錄
李文珊與主要對手的對賽成績如下（只列出對賽四次或以上對手，截至2022年11月1日）：
| 對手               | 對賽次數 | 對賽結果 | 對賽結果 | 總計 |
| 對手               | 對賽次數 | 勝       | 負       | 總計 |
| ------------------ | -------- | -------- | -------- | ---- |
| 奥原希望           | 13       | 4        | 9        | -5   |
| 山口茜             | 6        | 0        | 6        | -6   |
| 峰步美             | 5        | 5        | 0        | +5   |
| 戴資穎             | 11       | 2        | 9        | -7   |
| 白馭珀             | 7        | 6        | 1        | +5   |
| 普萨拉·文卡塔·辛杜 | 11       | 2        | 9        | -7   |
| 張雁宜             | 8        | 7        | 1        | +6   |
| 葉姵延             | 5        | 3        | 2        | +1   |
| 卡罗列娜·马琳      | 6        | 2        | 4        | -2   |
| 王仪涵（已退役）   | 6        | 0        | 6        | -6   |
| 陳雨菲             | 8        | 1        | 7        | -6   |
| 何冰嬌             | 5        | 0        | 5        | -5   |
| 韓悅               | 5        | 3        | 2        | +1   |
| 成池鉉 （已退役）  | 6        | 3        | 3        | ±0   |
| 安洗瑩             | 4        | 0        | 4        | -4   |
| 金佳恩             | 4        | 3        | 1        | +2   |
| 張蓓雯             | 9        | 5        | 4        | +1   |
| 王苑力             | 12       | 11       | 1        | +10  |
| 王敏力             | 4        | 3        | 1        | +2   |
| 潘晴               | 4        | 4        | 0        | +4   |
| 傑米·蘇班迪        | 5        | 5        | 0        | +5   |
| 布桑蘭·恩布魯龐    | 6        | 3        | 3        | ±0   |
| 蓬帕威·磋楚翁      | 4        | 3        | 1        | +2   |
| 拉差诺·因达农      | 8        | 2        | 6        | -4   |
| / 克里斯蒂·吉尔莫  | 8        | 6        | 2        | +4   |
| 謝抒芽             | 5        | 5        | 0        | +5   |

## 外部連結
- 李文珊在国际奥林匹克委员会的资料
- 李文珊的Instagram帳戶